# Fornjot (astronomia)
Fornjot, o Saturno XLII, è un satellite naturale minore del pianeta Saturno.

## Storia
La scoperta di Fornjot fu annunciata da una squadra di astronomi dell'Università delle Hawaii composta da Scott Sheppard, David Jewitt, Jan Kleyna e Brian Marsden il 4 maggio 2005, grazie ad osservazioni effettuate fra il 12 dicembre 2004 e l'11 marzo 2005. Ricevette inizialmente la designazione provvisoria S/2004 S 8.
Il satellite ricevette la denominazione ufficiale da parte dell'Unione Astronomica Internazionale il 29 marzo 2007 con il nome di Fornjótr, personaggio della mitologia norrena, padre di Ægir, Kári e Loge.

## Caratteristiche fisiche
Data la debole magnitudine apparente di 24,6 la sua scoperta fu possibile solo attraverso l'utilizzo di alcuni tra i più grandi telescopi del mondo, il Subaru e Gemini entrambi da 8 metri e i telescopi Keck da 10 metri.

## Parametri orbitali
Fornjot ha un diametro di circa 6 chilometri e orbita intorno a Saturno con un semiasse maggiore di 25,108 milioni di km, in 1490,9 giorni, con un'inclinazione di 170,4° rispetto all'eclittica e un'eccentricità di 0,206.
Il satellite è caratterizzato da un movimento retrogrado, cioè orbita intorno a Saturno in direzione opposta al suo movimento di rotazione e questo fa ritenere che si tratti di un satellite irregolare catturato dal pianeta.